# 6 Korpus Kawalerii (ZSRR)
6 Korpus Kawalerii (ros. 6-й кавалерийский корпус) – oddział kawalerii Armii Czerwonej z okresu II Wojny światowej. 
6 Korpus Kawalerii, pełna nazwa: 6 Kozacki Korpus Kawalerii imienia J.W. Stalina sformowany został 24 kwietnia 1934. Od 17 września 1939 wraz z wojskami III Rzeszy i Słowacji brał udział w kampanii wrześniowej. Od 20 września 1939 wchodził w skład 10 Armii. W czasie ataku III Rzeszy na Związek Radziecki dokonanego 22 czerwca 1941, wchodził nadal w skład 10 Armii. Został rozbity przez armię niemiecką w pierwszych dniach ataku, a gen. Nikitin dostał się do niewoli. 
Ponownie 6 Korpus Kawalerii został utworzony 30 listopada 1941. 
Rozkazem z 15 lipca 1942 roku 6 KKaw. został rozformowany.

## Dowództwo korpusu
Dowódcy:
- komdiw Jelisiej Goriaczew
- komdiw Gieorgij Żukow
- komkor Andriej Jeriomienko
- gen. mjr Iwan Nikitin[2] (11.03.1940 - 06.07.1941, rozstrzelany w niewoli 1942)
- gen. mjr Aleksandr Byczkowski (04.01.1942 - 15.01.1942),
- gen. mjr Kiriłł Moskalenko (16.01.1942 - 05.03.1942),
- gen. mjr Aleksandr Noskow (06.03.1942 - 25.05.1942 wzięty do niewoli)[3].)

Szefowie sztabu:
- płk Illarion Pankow (11.11.1940 - 31.07.1941)
- płk Michaił Toraszew (04.01.1942 - brak danych)
- gen. mjr Arkady Borysow (03.05.1942 - 15.07.1942)[4].

## Struktura organizacyjna
Skład 22 czerwca 1941:
- 6 Dywizja Kawalerii
- 36 Dywizja Kawalerii
- 6 BAPanc.

Skład w czasie II sformowania:
- 26 Dywizja Kawalerii
- 28 Dywizja Kawalerii
- 49 Dywizja Kawalerii[3].